# How to Train Your Dragon (filme de 2025)
How to Train Your Dragon (bra: Como Treinar o Seu Dragão; prt: Como Treinares o Teu Dragão) é um filme de aventura e fantasia americano de 2025 que é um remake em live-action da filme de animação de 2010, vagamente baseado no romance de 2003 de Cressida Cowell. Produzido pela DreamWorks Animation, o filme foi co-produzido executivo, escrito e dirigido por Dean DeBlois. É estrelado por Mason Thames e Nico Parker, Gabriel Howell, Julian Dennison, Bronwyn James, Harry Trevaldwyn, Peter Serafinowicz e Nick Frost, com Gerard Butler reprisando seu papel como Stoico, o Imenso, que ele interpretou nos filmes de animação.
Os planos para uma adaptação em live-action de How to Train Your Dragon foram anunciados em fevereiro de 2023, com DeBlois retornando para escrever, dirigir e produzir, após liderar a trilogia de filmes de animação. John Powell, que também trabalhou na trilogia, também retornou para compor a trilha sonora do filme. Thames e Parker foram escalados em maio de 2023, com o elenco adicional anunciado em janeiro de 2024. As filmagens começaram no final daquele mês em Belfast, Irlanda do Norte, e terminaram em maio.
How to Train Your Dragon estreou na CinemaCon em 2 de abril de 2025 e foi lançado nos Estados Unidos pela Universal Pictures em 13 de junho de 2025. O filme recebeu críticas geralmente positivas e arrecadou 623 milhões de dólares em todo o mundo. Uma sequência está programada para ser lançada em 11 de junho de 2027.

## Enredo
Dragões atacam frequentemente a vila viking de Berk, roubando gado e colocando os aldeões em perigo. Soluço Haddock III, o filho desajustado de 16 anos do chefe Stoico, o Imenso, é aprendiz do ferreiro local Bocão e tenta criar dispositivos mecânicos para superar suas fraquezas físicas. Durante um ataque de dragões, Soluço abate um dragão raro chamado Fúria da Noite com um lançador de boleadeiras, mas ninguém acredita em sua história. Querendo provar a si mesmo, Soluço parte para encontrar e matar o dragão abatido; no entanto, quando vê o dragão indefeso e ferido, ele compassivamente o liberta. Embora irritado, o dragão poupa Soluço; isso o surpreende, pois os vikings acreditam que os dragões sempre partem para a matança.
Enquanto isso, Stoico reúne sua frota para encontrar e destruir o ninho dos dragões. Antes de partir, Stoico segue o conselho de Bocão e matricula Soluço em uma aula de luta contra dragões com outros adolescentes locais: Perna-de-Peixe, Melequento, os gêmeos Cabeça-Quente e Cabeça-Dura, e Astrid, a paixão de Soluço. Soluço é ridicularizado pelos colegas e tem dificuldades na aula; ele retorna à floresta e encontra o Fúria da Noite preso em uma enseada, incapaz de voar porque as bolas de Soluço arrancaram metade de sua barbatana caudal. Soluço se torna amigo do dragão, chamando-o de "Banguela" por causa de seus dentes retráteis; ele constrói um arreio, uma sela e uma barbatana protética, permitindo que Banguela voe com Soluço montado em suas costas para guiá-lo. Soluço também aprende sobre o comportamento dos dragões com Banguela, o que lhe permite subjugar os dragões em treinamento; isso impressiona a vila, mas desperta as suspeitas de Astrid.
Enquanto isso, a frota de Stoico é danificada enquanto tenta encontrar o ninho e retorna a Berk. Ao saber que precisa matar um dragão para sua prova final, Soluço tenta fugir com Banguela, mas Astrid os descobre. Soluço a leva em um voo para mostrar que Banguela é amigável; durante o voo, Banguela é atraído para um ninho de dragão, onde um dragão enorme, a Morte Rubra, ordena que dragões menores o alimentem para evitar serem comidos. Percebendo que os dragões atacam Berk para sobreviver, Astrid quer informar a vila, mas Soluço desaconselha isso para proteger Banguela.
Em seu exame final, Soluço enfrenta um dragão Pesadelo Monstruoso cativo; em vez de matá-lo, ele tenta provar publicamente que dragões podem ser domados. Um Stoico impaciente inadvertidamente enfurece o Pesadelo Monstruoso, fazendo com que Banguela emerja do esconderijo para proteger Soluço. Os vikings capturam Banguela; quando um Stoico enfurecido descobre a verdade da situação, ele precipitadamente repudia Soluço por se aliar aos dragões e manter o ninho dos dragões em segredo. Usando Banguela como guia cativo, a frota de Stoico parte em busca do ninho, apesar dos avisos de Soluço. Astrid lembra a Soluço deprimido que ele poupou Banguela por compaixão, não por covardia, e desafia Soluço a agir. Soluço reúne os outros adolescentes e doma os dragões em treinamento; montados nos dragões, os adolescentes partem atrás da frota.
Stoico e seus vikings localizam e arrombam o ninho do dragão, despertando a Morte Rubra, que os domina facilmente. Os cavaleiros do dragão chegam e distraem a Morte Rubra enquanto Soluço tenta libertar Banguela de um navio que está afundando; em meio ao caos, Stoico resgata Soluço e Banguela do afogamento e se reconcilia com seu filho. Soluço e Banguela atraem a Morte Rubra para o ar, danificam as membranas de suas asas e incendeiam seu interior, fazendo-a cair e explodir. A cauda da Morte Rubra, moribunda, deixa Soluço inconsciente, e ele cai na bola de fogo da explosão; Banguela consegue salvá-lo, mas Soluço perde uma das pernas.
Mais tarde, Soluço acorda em Berk e vê dragões vivendo pacificamente na vila. Bocão constrói novas próteses para Soluço e Banguela, e Soluço, agora admirado por todos, inicia um relacionamento com Astrid.

## Elenco
- Mason Thames como Soluço Haddock III: O filho estranho de Stoico, o Imenso.[8]
- Nico Parker como Astrid Hofferson: Colega de Soluço no treinamento de luta contra dragões e também seu interesse amoroso.[8]
- Gabriel Howell como Melequento Jorgenson: Rival de Soluço.[9]
- Julian Dennison como Perna-de-Peixe Ingerman: Melhor amigo de Soluço.[9]
- Bronwyn James como Cabeça-Quente Thorston: Irmã gêmea de Cabeça-Dura.[9]
- Harry Trevaldwyn como Cabeça-Dura Thorston: Irmão gêmeo de Cabeça-Quente.[9]
- Peter Serafinowicz como Gosmento Jorgenson: Pai de Melequento e o segundo em comando da vila.
- Nick Frost como Bocão Bonarroto: Ferreiro de Berk, amigo próximo de Stoico e professor dos jovens recrutas lutadores de dragões da tribo.[10]
- Gerard Butler como Stoico, o Imenso: O chefe de Berk e pai de Soluço. Butler resprisa o seu papel dos filmes animados.[11]

Ruth Codd e Murray McArthur interpretam, respectivamente, Phlegma e Hoark; membros da aldeia Viking. Naomi Wirthner interpreta Gothi, a anciã de Berk.

## Produção

### Desenvolvimento
Em fevereiro de 2023, foi anunciado que uma adaptação em live-action da trilogia de filmes de How to Train Your Dragon da DreamWorks Animation (que foi vagamente baseada na série de livros homônima de Cressida Cowell) estava em desenvolvimento, com Dean DeBlois dirigindo, escrevendo e produzindo o filme depois de escrever e dirigir anteriormente as animações, com Marc Platt e Adam Siegel também como produtores, e o processo de escalação em andamento. Naquele mesmo mês, John Powell revelou que iria compor a música do filme, após já ter feito a trilha sonora da trilogia original.

### Elenco
Em maio, foi anunciado que Mason Thames e Nico Parker haviam sido escalados para estrelar como Soluço e Astrid, respectivamente. Em janeiro de 2024, Gerard Butler foi anunciado para reprisar seu papel como Stoico, o Imenso dos filmes de animação, com Nick Frost, Julian Dennison, Gabriel Howell, Bronwyn James e Harry Trevaldwyn se juntando ao elenco no final daquele mesmo mês.

### Filmagens
Devido à greve dos roteiristas e posteriormente à greve dos atores, o longa-metragem sofreu adiamento em todas as etapas. As filmagens estavam originalmente programadas para começar em junho de 2023, mas só deram início no dia 15 de janeiro de 2024. A fotografia principal foi finalizada em 16 de maio do mesmo ano, durando 85 dias e se passando em Los Angeles, Califórnia e na Irlanda do Norte. O filme teve uma quantidade pesada de sets construídos e efeitos práticos. Bill Pope foi o diretor de fotografia.

### Pós-produção
A Framestore é o principal estúdio de efeitos visuais do filme, com Christian Manz servindo como supervisor de efeitos visuais.

## Lançamento
How to Train Your Dragon foi lançado em 13 de junho de 2025 nos Estados Unidos, pela Universal Pictures. Estava anteriormente agendado para ser lançado em 14 de março de 2025, mas foi adiado para a data de lançamento atual devido à greve da SAG-AFTRA de 2023.
No Brasil, o filme estreou uma semana antes do que nos Estados Unidos, no dia 5 de junho de 2025.

## Recepção
No site agregador de críticas Rotten Tomatoes, 76% das 245 avaliações dos críticos são positivas. O consenso do site afirma: "Criado com fidelidade amorosa ao clássico animado pelo codiretor original Dean DeBlois, How to Train Your Dragon não supera a primeira versão, mas ainda atinge níveis encantadores por si só." O Metacritic, que usa uma média ponderada, atribuiu ao filme uma pontuação de 61 em 100, baseado em 43 críticos, indicando críticas "geralmente favoráveis". O público pesquisado pelo CinemaScore deu ao filme uma nota média de "A" (em uma escala de A+ a F), a mesma do filme de animação original, enquanto os entrevistados pelo PostTrak deram uma nota geral positiva de 94%, com 83% dizendo que definitivamente recomendariam o filme.